# Ralph Loop
Ralph Loop (* 4. Februar 1967) 
ist ein deutscher Regisseur und Drehbuchautor.

## Leben
Bereits seit seiner Schulzeit am Filmemachen interessiert, durchlief Loop eine Ausbildung als Beleuchter, Aufnahmeleiter und Regieassistent sowie ein Kursstudium am American Film Institute (AFI) in Los Angeles. 
Seit 1991 ist Loop als Regisseur tätig und spezialisierte sich dabei auf Werbespots, Imagefilme und Dokumentarfilme: 
Ein Werbespot mit Wim Wenders und Reminiszenzen an den Kinofilm Der Himmel über Berlin entstand 2012 als Fernsehwerbung für das Samsung Galaxy Note II.
Der Imagefilm 100 Jahre HSVA über die Geschichte und Gegenwart der Hamburgischen Schiffbau-Versuchsanstalt entstand 2013 unter der Regie von Loop.
Bei Deutschland. Dein Tag, einer zwölfstündigen Echtzeitdokumentation, die 2015 im Auftrag der ARD zum Auftakt der ARD-Themenwoche Heimat produziert wurde, führte Ralph Loop zusammen mit Daniela Erdtmann und Kirsten Minder Regie und drehte einen Trailer.
2016 realisierte er mit Botticelli Inferno seinen ersten abendfüllenden Kinofilm. 
Ralph Loop lebt in Hamburg.

## Filmografie
- 2012: Werbespot mit Wim Wenders für das Samsung Galaxy Note II (TV-Werbespot)
- 2013: 100 Jahre HSVA (Imagefilm)
- 2015: Deutschland. Dein Tag (Fernsehfilm)
- 2016: Botticelli Inferno (Dokumentarfilm)

## Auszeichnungen
- 1995: 1. Preis Deutscher Wirtschaftsfilmpreis für "Die Datenautobahn" für die Deutsche Telekom, vergeben vom Bundesminister des Innern.
- 1996: 1. Preis Deutscher Wirtschaftsfilmpreis für "SYSTEM 5", ein Film über das deutsche Sozialsystem im Auftrag der DAK, vergeben vom Bundesminister des Innern.
- 1999: OTTOCAR in Gold für "Die Entstehung des Golf 4" im Auftrag von VOLKSWAGEN, Vergeben vom Verband der Automobilindustrie.
- 2000: Silver Award des 9. ITVA Festivals für "Get Inspired". Ein Film für die Deutsche Messe AG.
- 2016: Ehrenpreis für die Zwölf-Stunden Dokumentation "Deutschland. Dein Tag", vergeben von Radio Bremen und der Bremischen Landesmedienanstalt (Brema) als Preis für crossmediale Programminnovationen[6]